# Olelê
Olelê é o segundo álbum lançado em 2000 pela banda brasileira Ultramen. 

## História
Olelê foi gravado parte no Estúdio Dreher, em Porto Alegre, parte em um sítio na localidade de Morungava, uma região rural próxima da capital gaúcha de propriedade da família Dreher. Os vocais foram gravados posteriormente no estúdio Rockit! no Rio de Janeiro. A mixagem foi realizada no estúdio AR também no Rio de Janeiro.

## Lista de faixas
Todas as faixas são de autoria da banda, exceto "Ultramanos", em parceria com Nitro Di,"Esse é o meu compromisso, em parceria com Baze e Buiú e "Peleia" que mistura como sample a música "Negro da Gaita" do cantor César Passarinho, em parceria com Trovadores.Também foram regravadas a música "Johnny", composta por Tim Maia, e "Exodus" de Bob Marley.
| N.º | Título                     | Duração |  |
| 1.  | "Ultramanos"               | 2:55    |  |
| 2.  | "Esse é o meu compromisso" | 5:30    |  |
| 3.  | "General"                  | 6:03    |  |
| 4.  | "Bem Mal"                  | 3:21    |  |
| 5.  | "Preserve"                 | 4:37    |  |
| 6.  | "Olelê"                    | 4:24    |  |
| 7.  | "Dívida"                   | 5:22    |  |
| 8.  | "Não me empurra"           | 4:46    |  |
| 9.  | "Johnny"                   | 3:09    |  |
| 10. | "A estrada perdida"        | 6:56    |  |
| 11. | "Exodus"                   | 5:05    |  |
| 12. | "Peleia"                   | 4:46    |  |
| 13. | "A estrada perdida dub"    | 6:51    |  |

## Outros músicos
Participaram das gravações do álbum os seguintes músicos: Giovanni Berti (congas em "Ultramanos" e pandeiro e cacheta em "Dívida", cowbells e jambe em "Não me empurra"), Buiú e Baze (vozes em "Esse é o meu compromisso"), Yanto Laitano (theremin em "Esse é o meu compromisso" e "General"), Cadeado (Arp strings em "Esse é o meu compromisso"), Black Alien (voz em "General"), Fernando do Ó (sinos em "Preserve"), Letícia Oliveira e Andréa Cavalheiro (vozes em "Dívida"), Bidu (trombone em "Não me empurra", Gustavo Dreher (voz em "Não me empurra"), João Fera (piano em "A estrada perdida"), Beto Machado (pianinho em "A estrada perdida"), Thomas Dreher (cosmic sound em "A estrada perdida"), Nêgo X, Px, Amarelo, Mano, Nitro G. e Lica (vozes em "Peleia"), Dj Peia (toca-discos em "Peleia") e Gilberto Monteiro (gaita-ponto em "Peleia").

## Prêmios e indicações

### Prêmio Açorianos
| Ano  | Categoria         | Indicação | Resultado |
| ---- | ----------------- | --------- | --------- |
| 2000 | Disco de Pop/Rock | Olelê     | Venceu    |
| 2000 | Música ou Canção  | Peleia    | Venceu    |